# HD 95370
HD 95370，又名CD-41 6276，SAO 222487、HR 4293，是一颗恒星，视星等为4.39，位于銀經281.86，銀緯16.05，其B1900.0坐标为赤經10h 55m 33.8s，赤緯-41° 16.05′ 22″。